# Communauté de communes Isigny Grandcamp Intercom
Die  Communauté de communes Isigny Grandcamp Intercom ist ein ehemaliger französischer Gemeindeverband mit der Rechtsform einer Communauté de communes im Département Calvados in der Region Normandie. Sie wurde am 28. November 2001 gegründet und umfasste 21 Gemeinden. Der Verwaltungssitz befand sich im Ort Isigny-sur-Mer.

## Historische Entwicklung
Mit Wirkung vom 1. Januar 2017 fusionierte der Gemeindeverband mit
- Communauté de communes Intercom Balleroy Le Molay-Littry und
- Communauté de communes de Trévières

und bildete so die Nachfolgeorganisation Communauté de communes Isigny-Omaha Intercom. Gleichzeitig schlossen sich die Gemeinden Isigny-sur-Mer, Castilly, Les Oubeaux, Neuilly-le-Forêt und Vouilly zu einer Commune nouvelle mit dem identen Namen Isigny-sur-Mer zusammen.

## Ehemalige Mitgliedsgemeinden
1. La Cambe
2. Canchy
3. Cardonville
4. Cartigny-l’Épinay
5. Castilly
6. Cricqueville-en-Bessin
7. Deux-Jumeaux
8. Englesqueville-la-Percée
9. Géfosse-Fontenay
10. Grandcamp-Maisy
11. Isigny-sur-Mer
12. Lison
13. Longueville
14. Monfréville
15. Neuilly-la-Forêt
16. Osmanville
17. Les Oubeaux
18. Saint-Germain-du-Pert
19. Saint-Marcouf
20. Saint-Pierre-du-Mont
21. Vouilly